# Minié

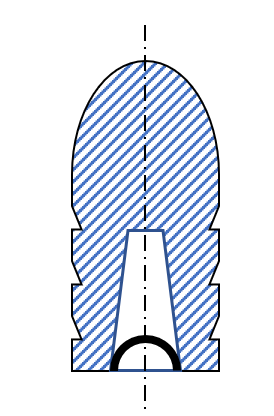
Princip střely minié

Minié je střela určená pro předovky s drážkovaným vývrtem hlavně, která má konstrukčně upravené dno tak aby se při výstřelu sama rozšířila a utěsnila tak střelu v drážkách. 
Vynálezcem této střely byl kapitán francouzské armády Claude-Étienne Minié, po němž je střela pojmenována. Tato střela byla dále zdokonalována a vyráběna ve více modifikacích. Název Minié je používán obecněji pro pojmenování celé skupiny střel používajících podobný princip.

## Terminologie
V literatuře i dalších pramenech se lze setkat s více způsoby přepisu názvu této střely do českého jazyka. Název Minié vychází přímo ze jména vynálezce. Běžně se používá přepis s krátkým „e“ – tedy minie. Lze se setkat i s variantou se zdvojenou hláskou „n“ – tedy minnie.

## Princip a přínos střely
Střela umožnila rychlejší nabíjení předovek s drážkovaným vývrtem. Drážkovaný vývrt byl už vynalezen, ale u zbraní nabíjených zepředu znesnadňoval nabíjení. Drážkovaný vývrt udělí střele při výstřelu rotaci, což stabilizuje let střely. Tak je možno střílet přesněji na delší vzdálenost. Je ale potřeba aby střela měla větší průměr aby se mohl vnější plášť střely při výstřelu zaříznout do drážek. U zbraní nabíjených zepředu je ale potřeba střelu protlačit celou délkou vývrtu, což u střely většího průměru není jednoduše možné.
Před vynálezem střely Minie se problém řešil různými jinými způsoby. Například:
- Střela s předem vyrobenými výstupky, které zapadaly do drážek
- Střely nekruhového průřezu v hlavních které měly spirálovitý vývrt kopírující průřez střely
- Rozšíření střely střelcem v komoře – například o trn umístěný do dna komory
- Délková komprese střely při výstřelu

Střela minie byla tak úzká, že prošla snadno vývrtem, ale konstrukčně byly vyrobena tak, že se při výstřelu sama rozšířila. K tomu došlo díky kuželovému otvoru ve dnu střely, do kterého byl vložen železný kryt. Kryt byl při výstřelu zatlačen do kuželového otvoru, čímž střelu rozšířil a utěsnil ve vývrtu hlavně. Tuto variantu zobrazuje obrázek v úvodu článku.
Střely minie měly špičku, což zlepšovalo jejich aerodynamické vlastnosti. Pro nabíjení takových střel se používal tvarovaný nabiják tak, aby nedocházelo k jejich deformaci.
Mimo snadného nabíjení díky menšímu průměru přinášela střela i další vylepšení. Na střele byly vyrobeny drážky po jejím obvodu. Obvyklý počet jsou tři drážky, ale není to platné pro všechny varianty. V těchto drážkách bylo umístěno mazivo, které je pro střelbu se zbraní používajících černý střelný prach důležité.

## Konstrukční varianty
Uvedený princip byl dále použit a modifikován různými zeměmi i vynálezci. Existují varianty s dřevěným klínem (například Enfield) a také varianty které nepožívají žádný další rozšiřující prvek. Rozšíření střely je způsobeno jen vytvarování jejího dna (Burton).

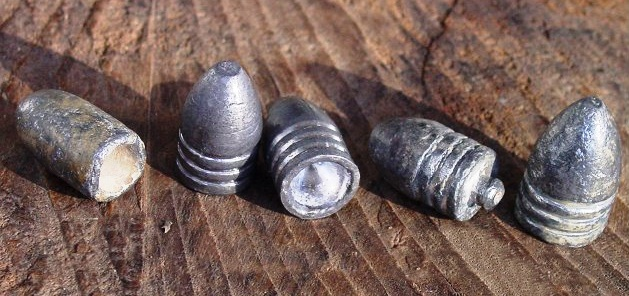
Různé typy střel Minié
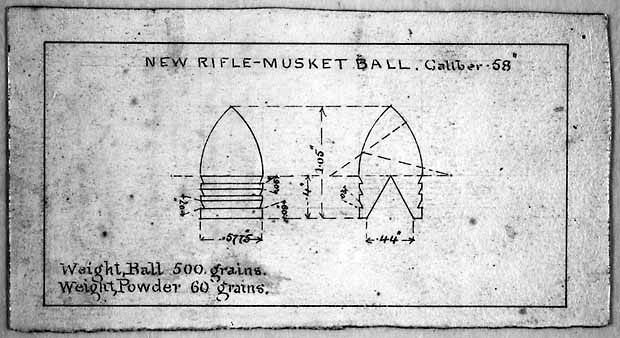
Střela minié bez dodatečného klínu
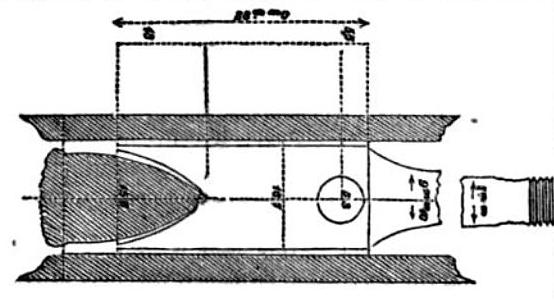
Tvarovaný nabiják

## Historický vývoj
Střely Minnie byly ve své době pokrokem, ale vývoj technologie vedl k jejich překonání. Přestože byl znám a používán princip zadovek už od počátku 15. století, nebyl rozšířen. Technologická omezení neumožňovala vyrábět dostatečně kvalitní zadovky. Konec 19. století ale přinesl pokrok ve výrobních technologiích zbraní i střeliva. Předovky ustoupily zadovkám s jednotným střelivem, což znamenalo, že střely minié ztratily smysl.